# Thanried
Thanried ist ein Gemeindeteil im äußersten, nordwestlichen Bereich des Marktes Stamsried im bayerischen Landkreis Cham, direkt an der Landkreisgrenze zu Schwandorf. Das Dorf zählt elf Anwesen und etwa 45 Einwohner. Es war ein Gemeindeteil der Gemeinde Hansenried, die am 1. Mai 1978 aufgelöst wurde und deren anderen Gemeindeteile in den Markt Neukirchen-Balbini integriert wurden.

## Geschichte

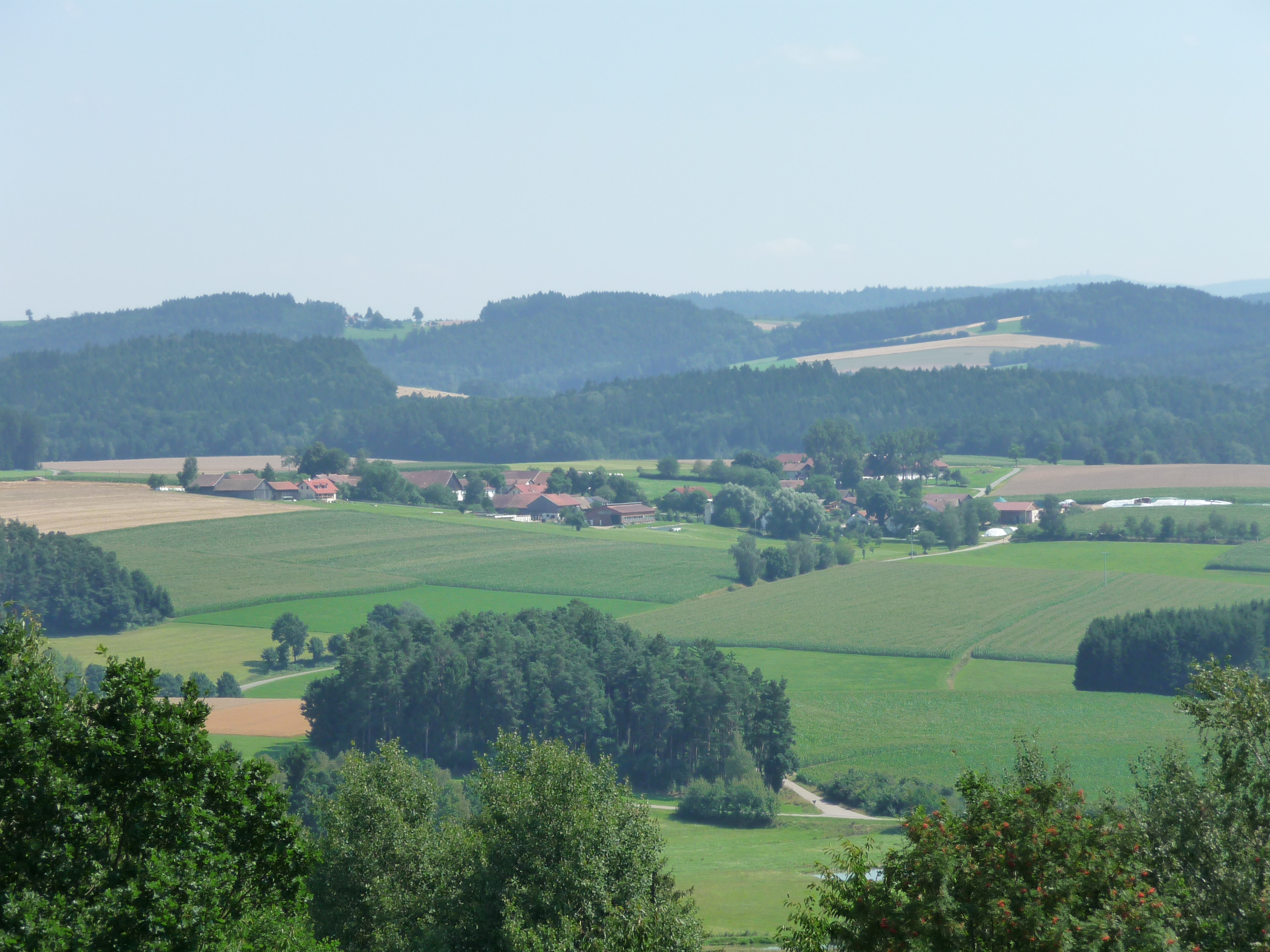
Ansicht der Ortschaft Thanried

Luftbild Thanried

Urkundlich erwähnt wird Thanried erstmals 1110 als Taginisruith. Weitere Erwähnungen mit der Schreibweise Taginisreith oder Taginisruit finden sich 1138 und 1155. Gedeutet wird der Name als Rodung am Tann oder Rodesiedlung eines Tagino. Kaiser Heinrich II. übereignete im Rahmen seiner Siedlungspolitik und Herrschaftsentwicklung Königsgüter zwischen Naab und Böhmischer Grenze an das Bistum Bamberg. Thanried ist somit eine Bamberger Gründung.
1138 übertrug der Bamberger Bischof Otto I. Thanried an das Kloster Prüfening bei Regensburg zusammen mit anderen Orten im Raum Neukirchen-Balbini. Gerichtsmäßig wurde Thanried nach anfänglicher Zugehörigkeit zu den Ämtern Nittenau und Wetterfeld dem Landrichteramt Neunburg vorm Wald zugeordnet. Kirchlich gehörte Thanried zu Neukirchen-Balbini, wenngleich Zinsbarkeiten sowohl zum Gotteshaus nach Fronau als auch nach Penting, nach Neunburg v. Wald und auch nach Stamsried bestanden. Gemeindemäßig war Thanried an Hansenried bis 1978 angeschlossen und im Rahmen der Gebietsreform nach Stamsried eingemeindet. Damit war auch ein Wechsel der Landkreiszugehörigkeit von Schwandorf nach Cham gegeben.
Die Geschichte der Ortschaft Thanried lässt sich im Laufe der Jahrhunderte nur punktuell verfolgen:
1622 waren in Thanried 4 Höfe, 2 Güter und 1 Sölde. 1808 wurden 11 Anwesen erwähnt.

## Dorfkapelle Maria von Lourdes
1885 wurde beim Bischof von Regensburg um eine Baugenehmigung für eine Kapelle in Thanried nachgesucht. Initiator war der Bauer Georg Dirscherl, der damit den Wunsch seines verstorbenen Vetters erfüllte. Dieser hatte zu Lebzeiten einen großen Teil der Baukosten angespart. 

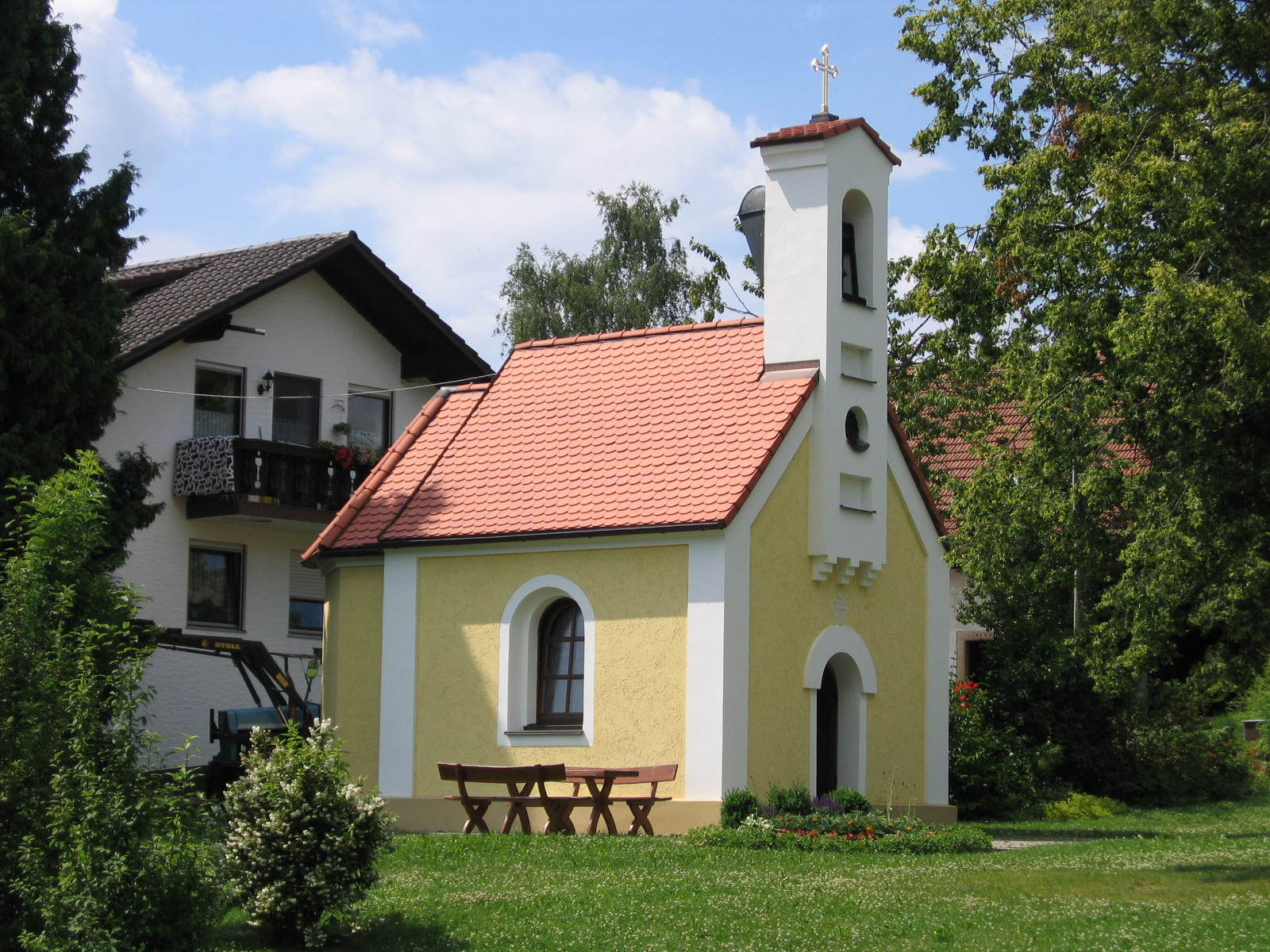
Außenansicht der Thanrieder Dorfkapelle Maria von Lourdes

1884 wurde nach einer Gründungsversammlung der Dorfmitglieder der Bau einer Kapelle beschlossen und vorgeschlagen, diese Kapelle zu Ehren der Mutter Gottes von Lourdes zu erbauen. Zwischen dem 6. Mai 1886 und dem 27. Juli 1886 wurde der Kapellenbau vollendet. Die Bewohner von Thanried leisteten dazu Hand- und Spanndienste sowie auch zahlreiche Geldspenden für Bau und Ausstattung der Kapelle.
Die Statue der Mutter Gottes von Lourdes wurde von der Königlich Bayerischen Kunstanstalt in München angefertigt und 1887 zuerst nach Neukirchen-Balbini geliefert. Im Oktober 1887 ließ sie Pfarrer Sperl von acht Jünglingen aus Thanried in feierlicher Prozession nach Thanried in die neue Kapelle übertragen. Am selben Tag wurde die Kapelle von Pfarrer Sperl geweiht. Die bereits vorher vorhandene Glocke wurde vom Notgerüst auf die Kapelle umgesetzt. Ein Kreuzweg wurde von Johann und Barbara Paulus, Thanried, in Auftrag gegeben und auf dem Kreuzberg in Schwandorf geweiht. Zusätzlich wurde eine Schenkung eingereicht, die sich in den Wirren der Inflation jedoch verlor.
Im Königlich-bayerisches Kreis-Amtsblatt der Oberpfalz und von Regensburg. 1888 ist unter dem Bezirksamt Neunburg v./W. beim Punkt Kirchenwesen zu lesen: "In der Ortschaft Thanried wurde eine Kapelle erbaut mit einem Aufwande von 1300 ℳ." 
Laut der Deutschen Bundesbank entspräche die Kaufkraft 1 Goldmark aus dem Jahr 1888 im Durchschnitt des Jahres 2023 umgerechnet 8,40 Euro. Folglich entsprach die damalige Geldausgabe umgerechnet knapp 11.000 Euro. Hinzu kommt der Wert an kostenfrei erbrachten Dienstleistungen der Thanrieder Einwohner beim Bau ihrer Dorfkapelle.  
Herausragende Ereignisse in der Kapellengeschichte waren, als der Thanrieder Neupriester Georg Stelzer von der Kapelle aus den Primizsegen erteilte, ebenso wie dies vor ihm Primiziant Georg Nehmes 1901 schon gemacht hatte. 
Eine Erneuerung des Innenanstriches wurde 1950 durch den Maler Ludwig Dieß vorgenommen.
Der Einbau eines elektrischen Läutwerkes erfolgte 1973. 1976 wurde eine Renovierungsmaßnahme mit Erneuerung des Außenputzes und Dachrenovierung durchgeführt. Eine neue Türe wurde eingesetzt.
Die Erneuerung der beiden Fenster erfolgte 1980.
Der Festgottesdienst zum hundertjährigen Jubiläum der Kapellenerbauung wurde 1986 feierlich begangen.

Innenansicht der Kapelle Maria von Lourdes

Obwohl im Laufe der Zeit die Dorfbewohner immer wieder mit großzügigen Spenden die Instandhaltung der Kapelle finanzierten, waren zum langfristigen Erhalt der Kapelle größere Innen- und Außenrenovierungen erforderlich. Im Frühjahr 1998 kam deshalb die Dorfgemeinschaft unter der Leitung von Bürgermeister Alfred Lang, Stamsried, zusammen, und es wurde gemeinschaftlich der Beschluss gefasst, mit den kurzfristig erforderlichen Arbeiten für die dringend notwendig gewordene Innenrenovierung zu beginnen. Daran anschließend sollte auch eine umfangreiche Außenrenovierung der Kapelle sowie der Außenanlagen und des Umfeldes folgen. Nach einigen Treffen und Vorgesprächen wurden die Arbeiten im Sommer 1998 aufgenommen. Es wurden nicht nur 1366 Arbeitsstunden geleistet, sondern auch Material zur Verfügung gestellt und Zuschüsse sowie Geldspenden eingebracht. 
Am 6. Mai 1999 wurde der Kapellenverein Thanried gegründet.
Am 6. und 7. August 2000 beging man im Rahmen der Einweihung der Kapelle und des Umfeldes ein Dorffest. Neben der Dorfkapelle wurde noch ein Kinderspielplatz errichtet.
Weitere religiöse Symbole des Ortes ist die Kapelle Maria vom Guten Rat sowie sieben Feld- und Hofkreuze, die sich rund um die Ortschaft befinden.

## Kapelle und Feldkreuze

Außenansicht der Thanrieder Kapelle Maria vom Guten Rat
Marienbild im Innern der Kapelle Maria vom Guten Rat
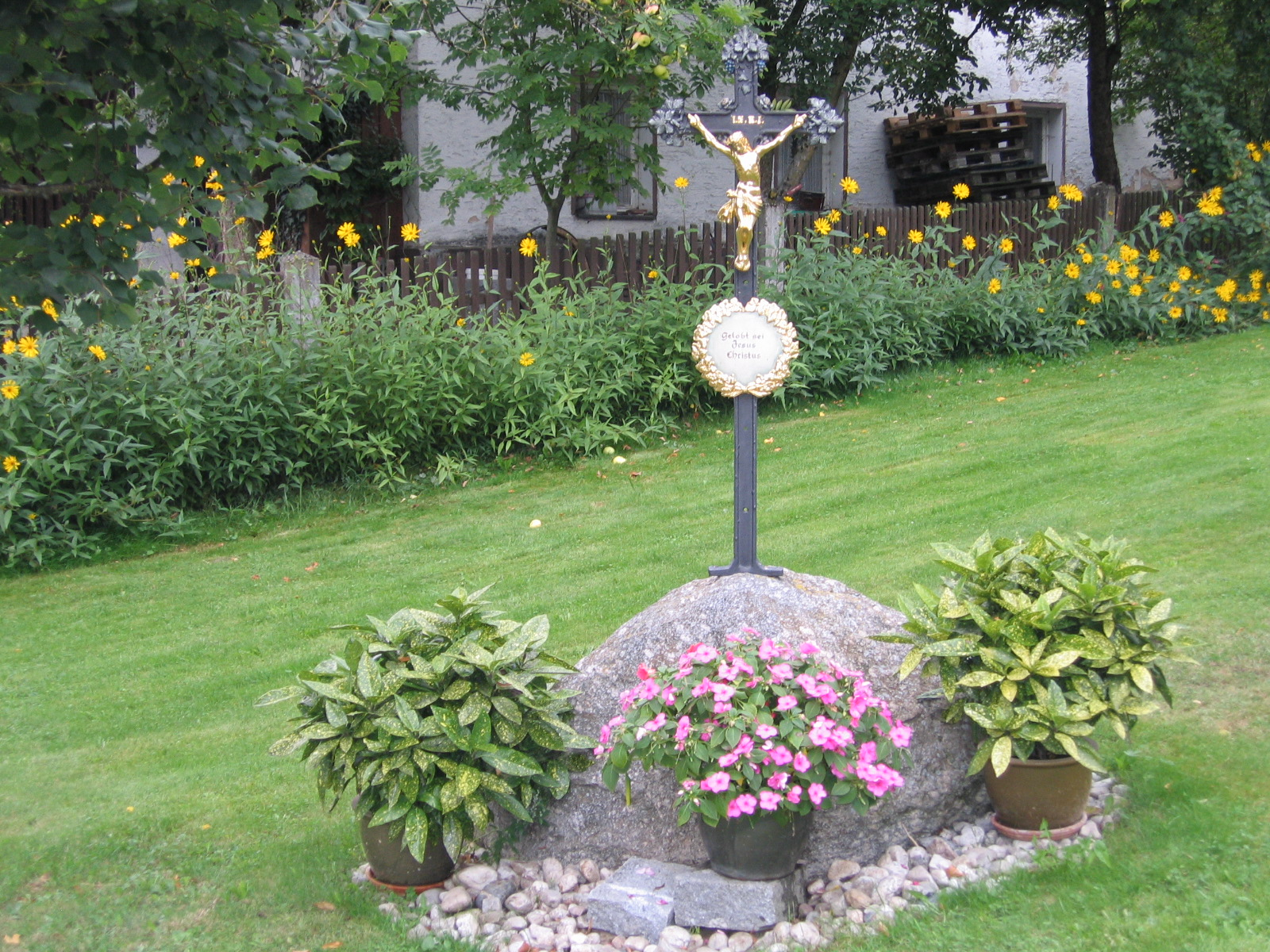
Dorfkreuz
Maltererkreuz
Krauskreuz
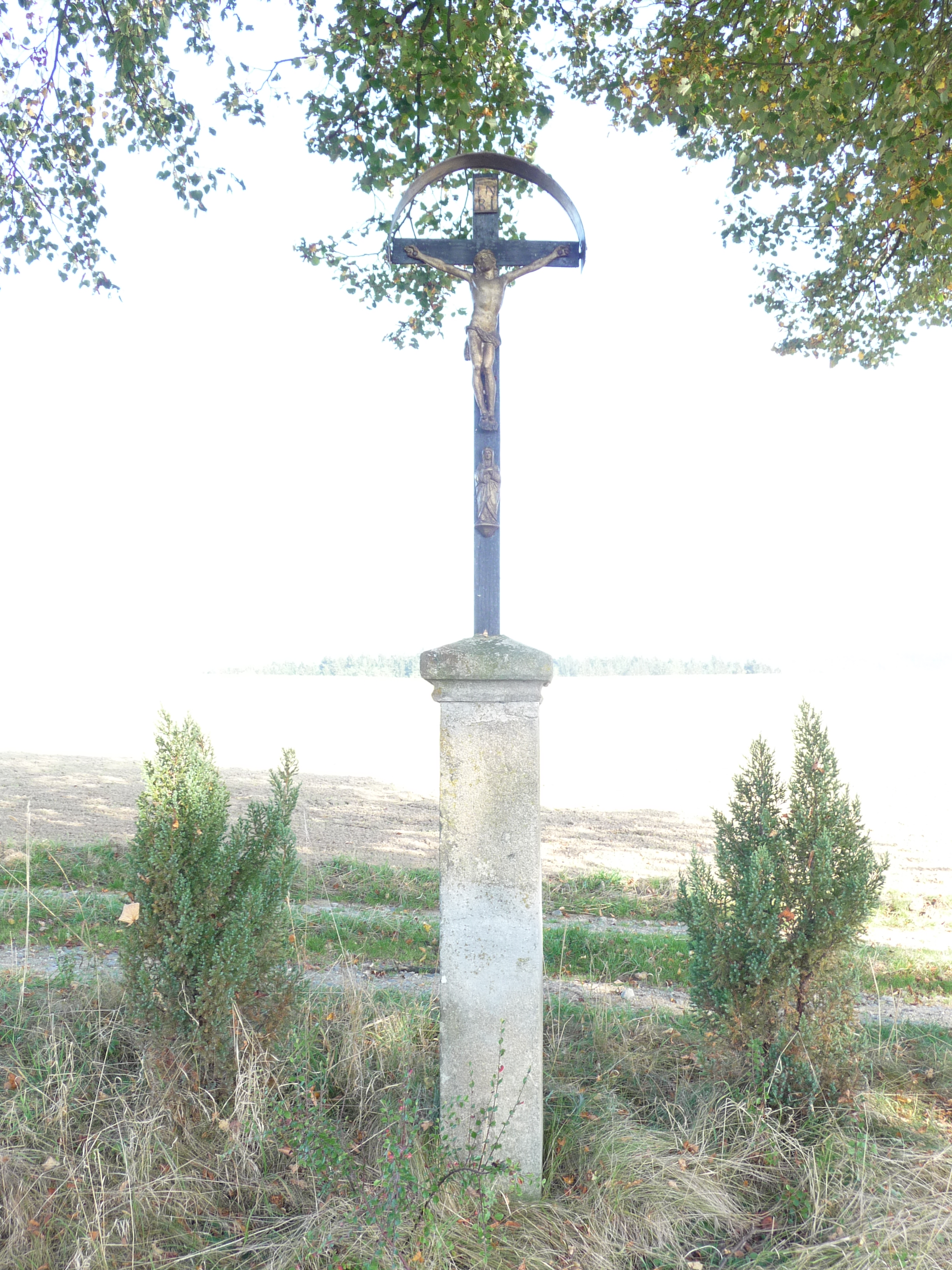
Kandlerkreuz
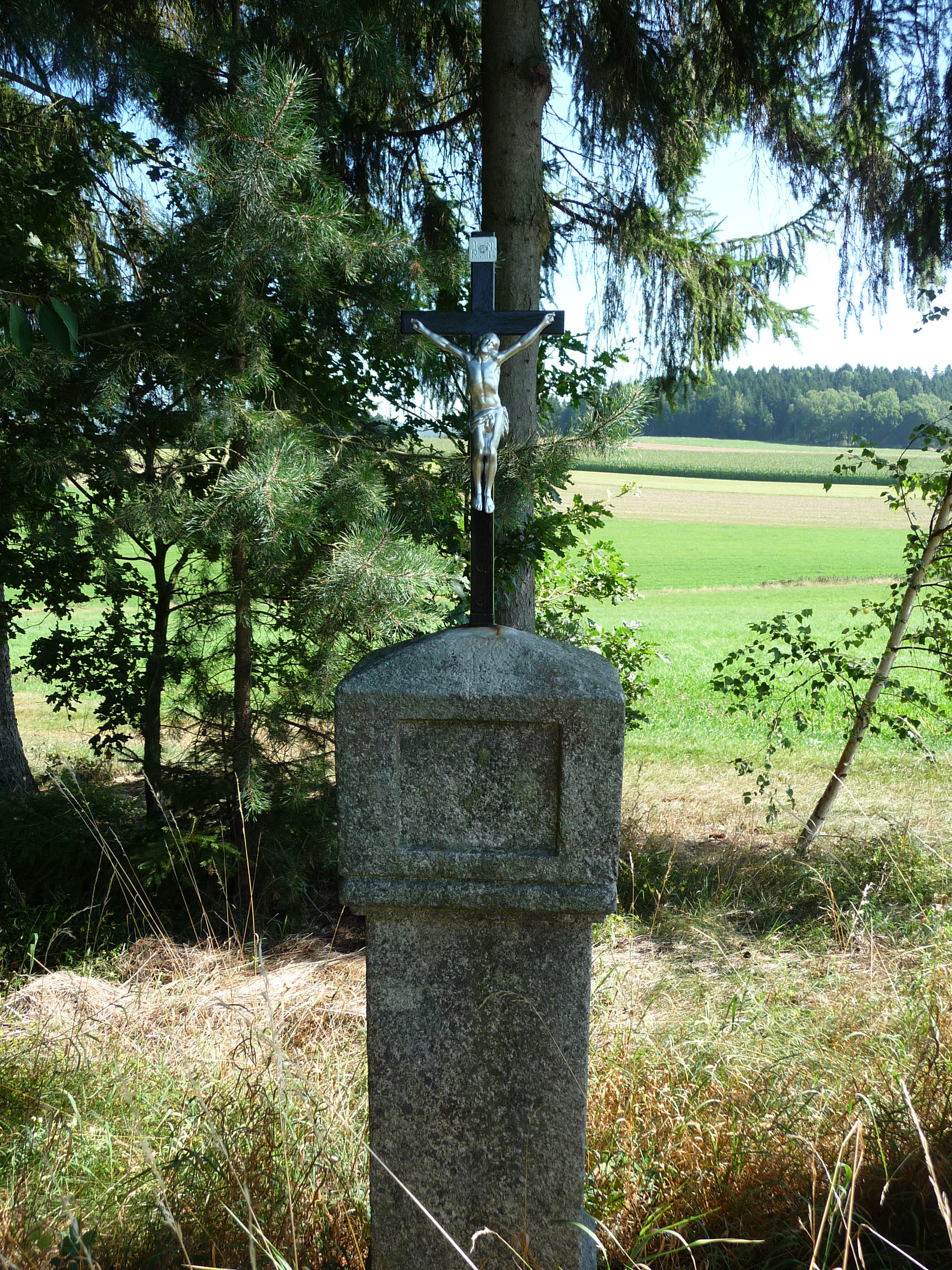
Fuchskreuz
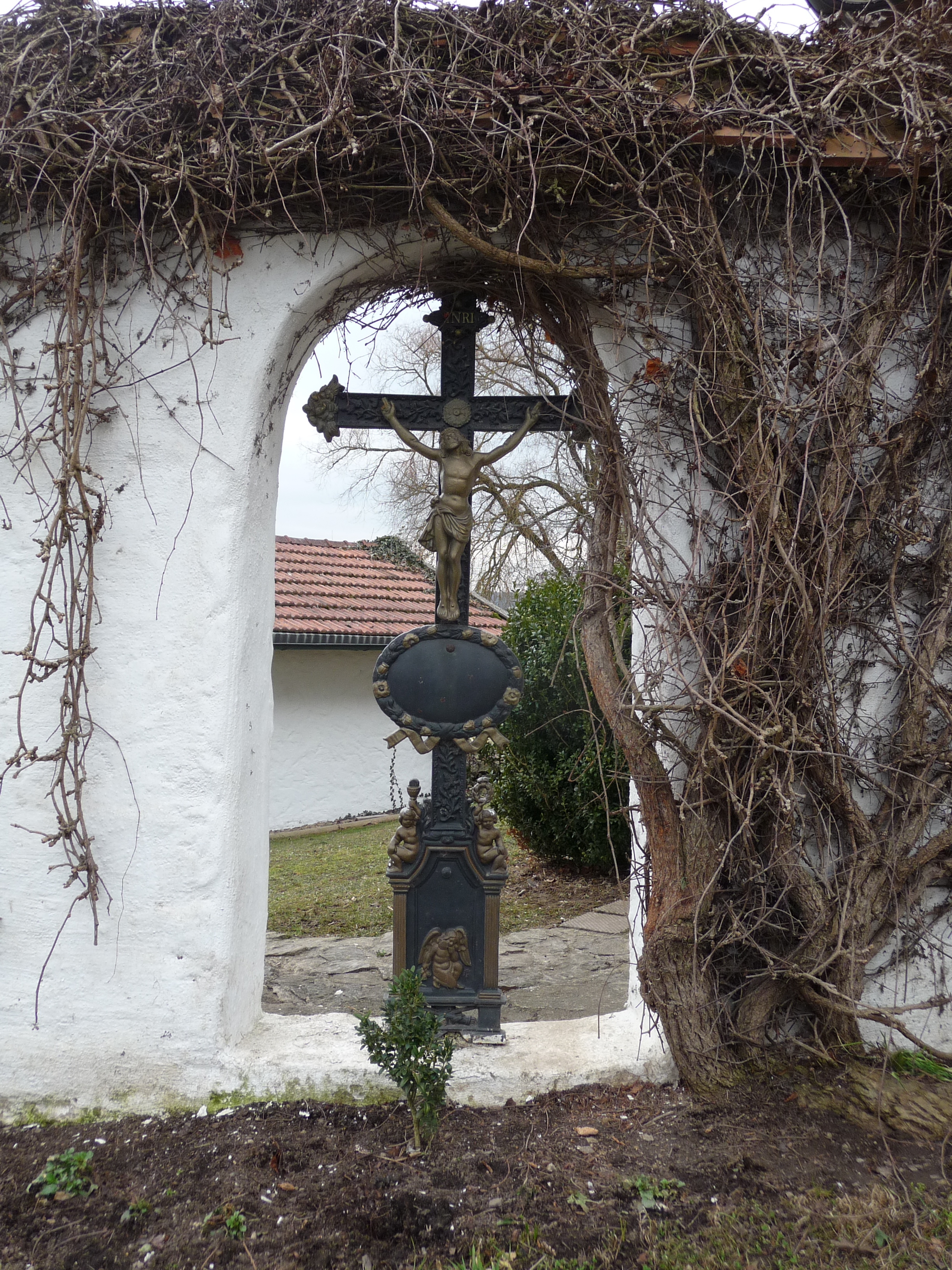
Hebauerkreuz
Schmidkreuz